# حسن‌پور (نام خانوادگی)
این صفحه افرادی با نام خانوادگی حسن‌پور را فهرست می‌کند. برای منطقه‌ای با نام حسن‌پور اینجا را ببینید.
- شهباز حسن‌پور بیگلری نماینده دوره‌های هشتم و دهم مجلس شورای اسلامی
- فریدون حسن‌پور کارگردان
- نسیم حسن‌پور تیرانداز
- سمیرا حسن‌پور بازیگر